# Ixeridium gramineum
Ixeridium gramineum là một loài thực vật có hoa trong họ Cúc. Loài này được (Fisch.) Tzvelev mô tả khoa học đầu tiên năm 1964.